# Robert Broom
Robert Broom, född 30 november 1866 i Paisley, Renfrewshire, död 6 april 1951, var en skotskfödd sydafrikansk läkare och paleontolog.
Broom var professor i zoologi och geologi vid Victoria College i Stellenbosch 1903-1910 och sedermera intendent vid South African Museum i Kapstaden. Han blev känd för sina undersökningar över de i Afrikas karrooformation i stort antal (över 50 dittills okända släkten) uppdagade fossila amfibier och kräldjur, delvis former av stort morfologiskt intresse. Vidare kan nämnas hans arbeten om Theromorpha och deras genealogiska förbindelser (bland annat On the Origin of the Mammal-Like Reptiles 1907, Reptiles of the Karroo-Formation 1909, Structure of Skull in Cynodont Reptiles 1911) och flera bidrag till kännedomen om Jacobsonska organet. År 1936 fann han två Australopithecus där Raymond Dart arbetat tolv år tidigare. Det ena var ett kvinnligt kranium, "Mrs Ples", som fick namnet Plesianthropus transvaalensis (nästanmänniska från Transvaal) men som idag kallas Australopithecus africanus. Han tilldelades Royal Medal 1928 och Wollastonmedaljen 1949.